# Pteris nigra
Pteris nigra là một loài dương xỉ trong họ Pteridaceae. Loài này được Retz. mô tả khoa học đầu tiên năm 1791.
Danh pháp khoa học của loài này chưa được làm sáng tỏ. 